# منتخب ماليزيا تحت 20 سنة لكرة الصالات
منتخب ماليزيا تحت 20 سنة لكرة الصالات هو ممثل ماليزيا الرسمي في المنافسات الدولية في كرة الصالات تحت 20 سنة
.